# Peter Bonde
Peter Bonde (14 febbraio 1965) è un allenatore di calcio, ex calciatore ed ex giocatore di calcio a 5 danese.

## Carriera
Calciatore professionista, fu convocato nella nazionale maschile di calcio a 5 della Danimarca al FIFA Futsal World Championship 1989 nel quale tuttavia i danesi non superarono il girone del primo turno contro Paesi Bassi, Paraguay e Algeria.